# Senez
Pour les articles homonymes, voir Senez (homonymie).
Senez est une commune française, située dans le département des Alpes-de-Haute-Provence en région Provence-Alpes-Côte d'Azur. Senez est un exemple de ces minuscules évêchés de Provence dont l’église aux dimensions sans rapport avec l’importance du village, rappelle aujourd’hui l’ancien statut.
Le nom de ses habitants est Seneziens.

## Géographie

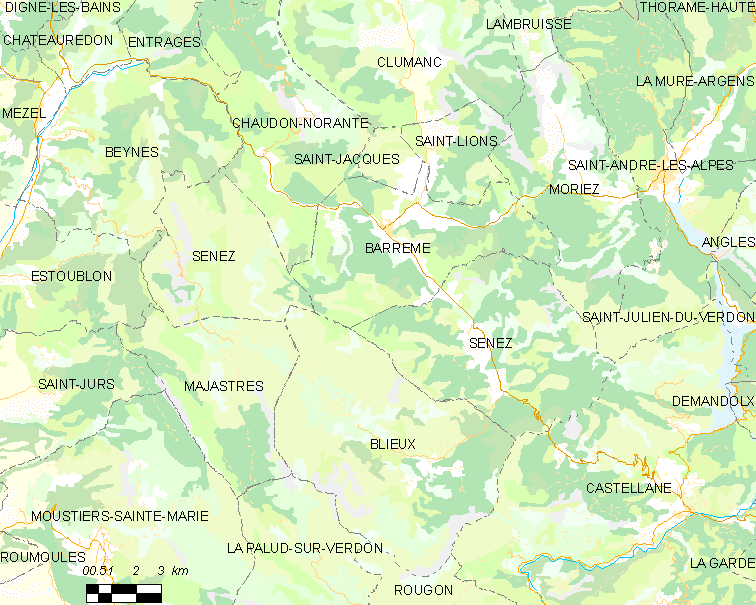
Senez et les communes voisines (Cliquez sur la carte pour accéder à une grande carte avec la légende).

### Localisation
Le village est situé à 784 m d’altitude, dans le massif du Montdenier.
Petit village, situé à 5 kilomètres de Barrême, Senez est une commune très étendue qui ne compte que très peu d’habitants et d’habitations. Les maisons sont typiques du style architectural provençal.
Le nombre de communes limitrophes est très important en raison de la fusion du Poil et de Senez, dont les territoires ne sont pas contigus.
Les communes limitrophes de Senez sont Chaudon-Norante, Barrême, Moriez, Saint-André-les-Alpes, Castellane, Majastres, Blieux, Saint-Jurs, Beynes et Estoublon.

### Géologie et relief

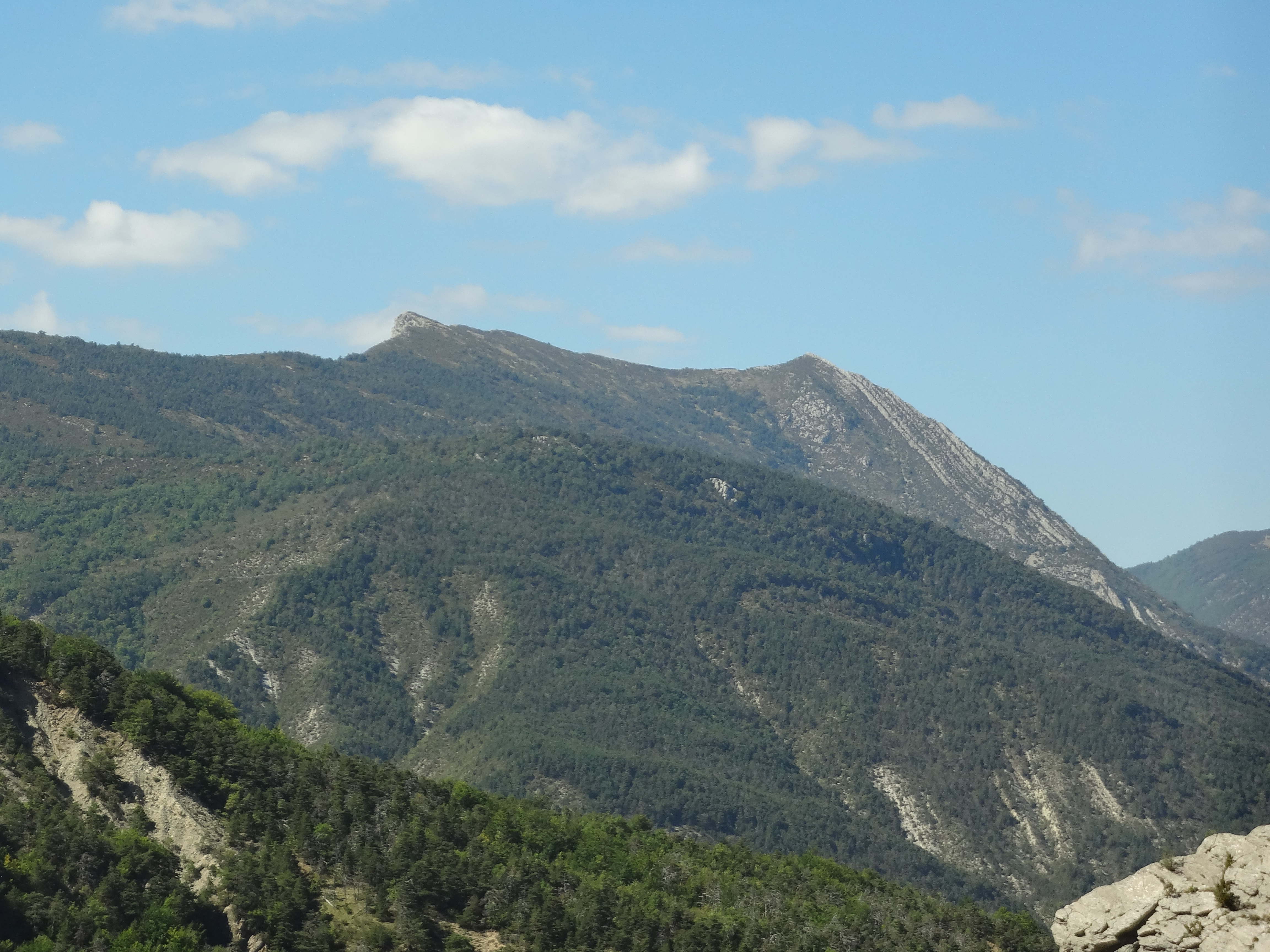
Montagne de Vibres (1670 m).

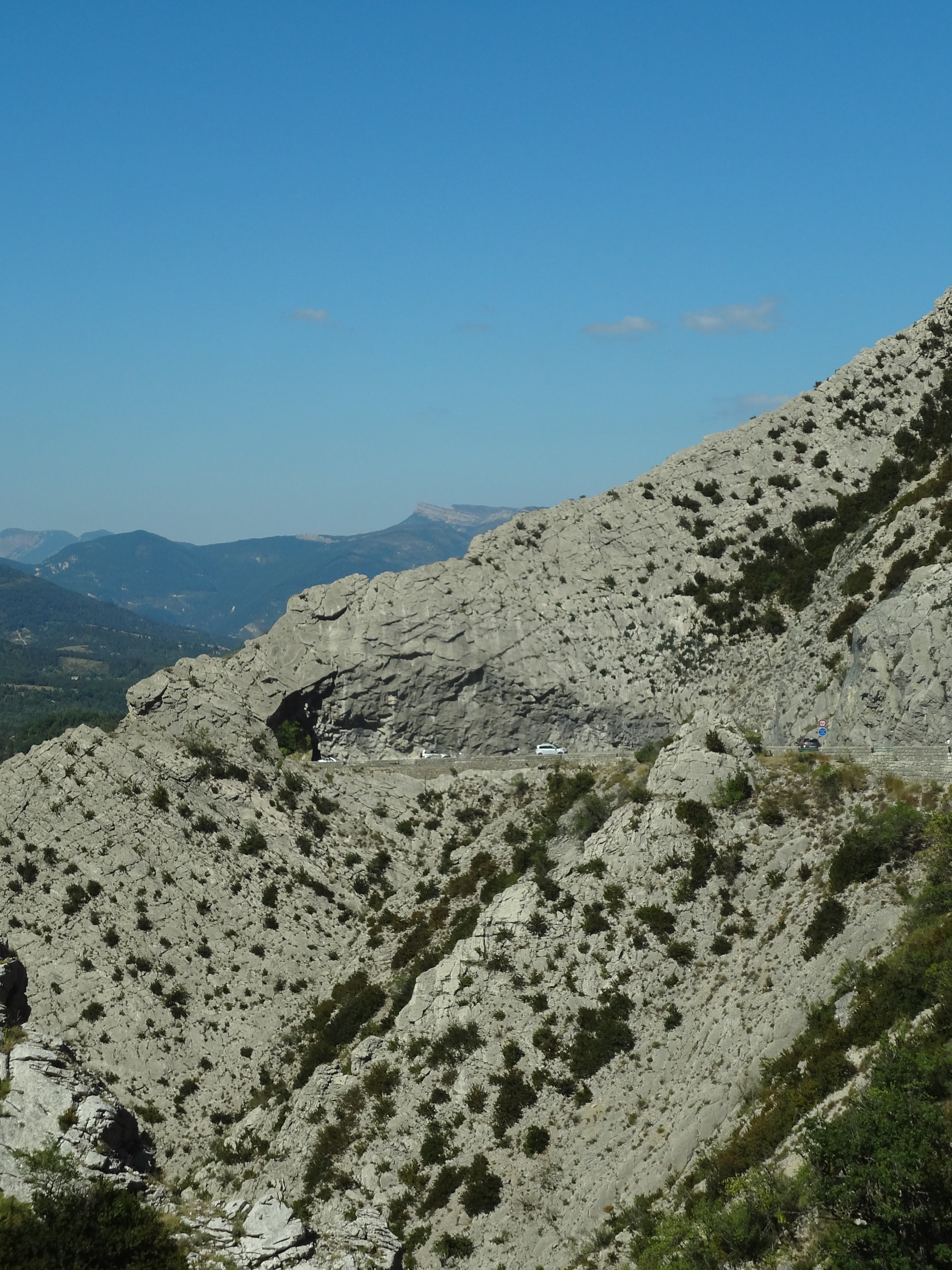
Roche Percée au passage de la clue de Taulanne (ex-RN 85).

Son territoire recèle de nombreuses aiguilles rocheuses.
Points remarquables :
- la source de Font Géline ;
- la Clue de la Roche Percée.

Le périmètre de protection de la Réserve naturelle géologique de Haute-Provence couvre également la commune de Senez.

### Environnement
La commune compte 2 229 ha de bois et forêts, soit 31 % de sa superficie.
Une vesse-de-loup de cinq kilogrammes a été trouvée en 2014 près du Poil.

### Voies de communications et transports

#### Voies routières
La partie principale de la commune est traversée par la départementale RD 4085, ancienne route nationale 85, qui passe à proximité du village. L’enclave du Poil est desservie par la RD 17, qui s’y termine en cul-de-sac.

#### Transports en commun
- Transport en Provence-Alpes-Côte d'Azur

##### Lignes SNCF
La partie de Senez qui correspond à l’ancienne commune du Poil était desservie par la halte du Poil - Majastres, sur la  ligne de Nice à Digne pour desservir Le Poil et Majastres qui sont situés à plusieurs heures de marche dans la montagne, par les chemins et les sentiers. Selon les horaires 2013, cette halte n'est plus desservie par le « train des Pignes ».

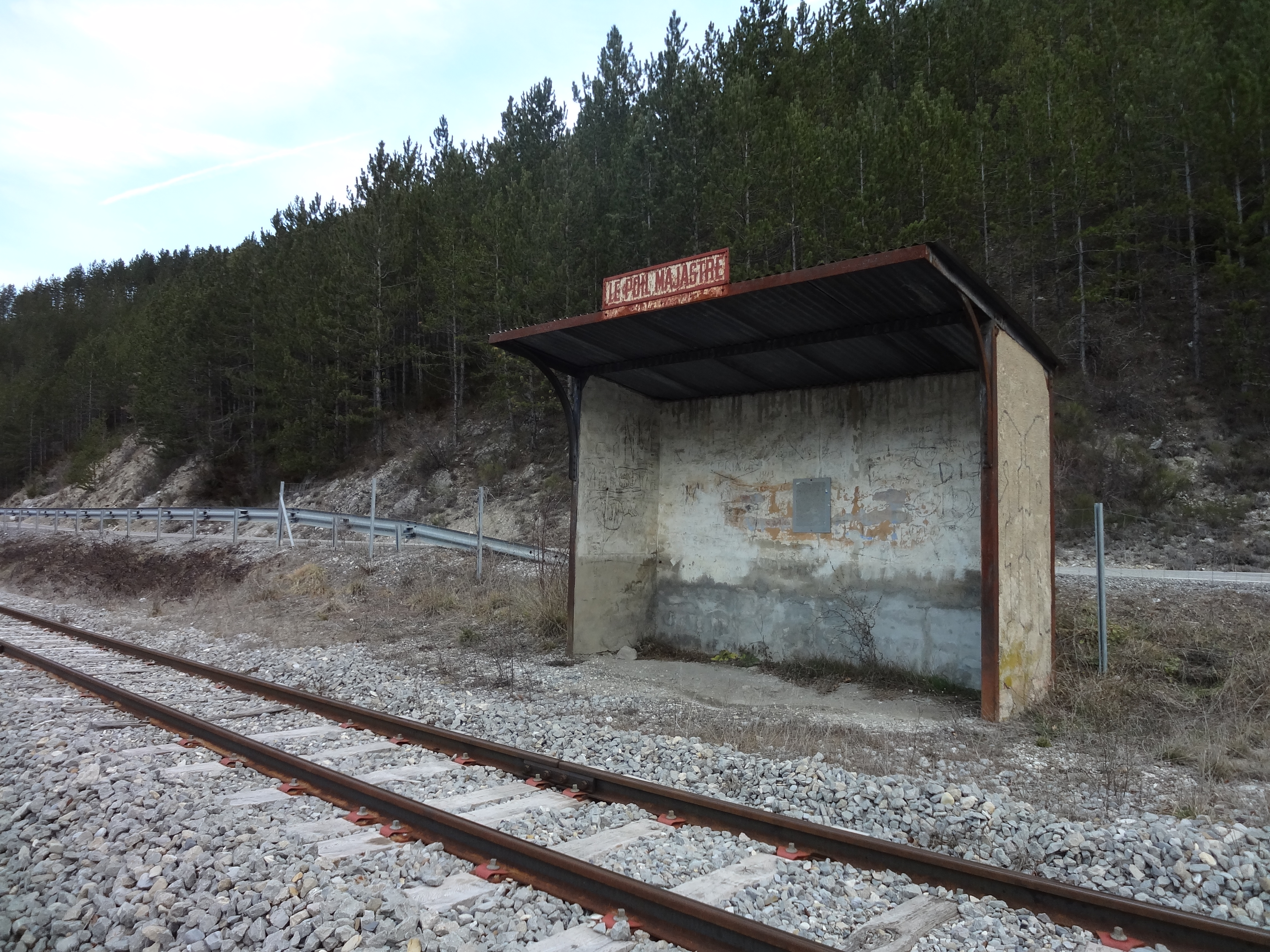
Halte du Poil

### Risques naturels et technologiques
La commune de Senez est exposée à deux risques naturels :
- feu de forêt ;
- mouvement de terrain : de nombreux versants, dans la partie de la commune autour de Senez, sont concernés par un aléa moyen à fort. Du côté de l’ancienne commune du Poil, l’aléa existe mais le danger est moins important[5].

La commune de Senez est de plus exposée à un risque d’origine technologique, celui de transport de matières dangereuses par route. La départementale RD 4085 (ancienne route nationale 85 et route Napoléon) peut être empruntée par les transports routiers de marchandises dangereuses.
Aucun plan de prévention des risques naturels prévisibles (PPR) n’existe pour la commune mais le Dicrim existe depuis 2011.
La commune a été l’objet de plusieurs arrêtés de catastrophe naturelle pour des inondations et des coulées de boue en 1994 (deux fois) et pour des glissements de terrain la même année. Puis, en 1998, ce sont d’importants blocs de roche qui chutent.

### Sismicité
Aucune des 200 communes du département n'est en zone de risque sismique nul. Le canton de Barrême auquel appartient Senez est en zone 1b (sismicité faible) selon la classification déterministe de 1991, basée sur les séismes historiques, et en zone 4 (risque moyen) selon la classification probabiliste EC8 de 2011.

### Hydrographie et les eaux souterraines

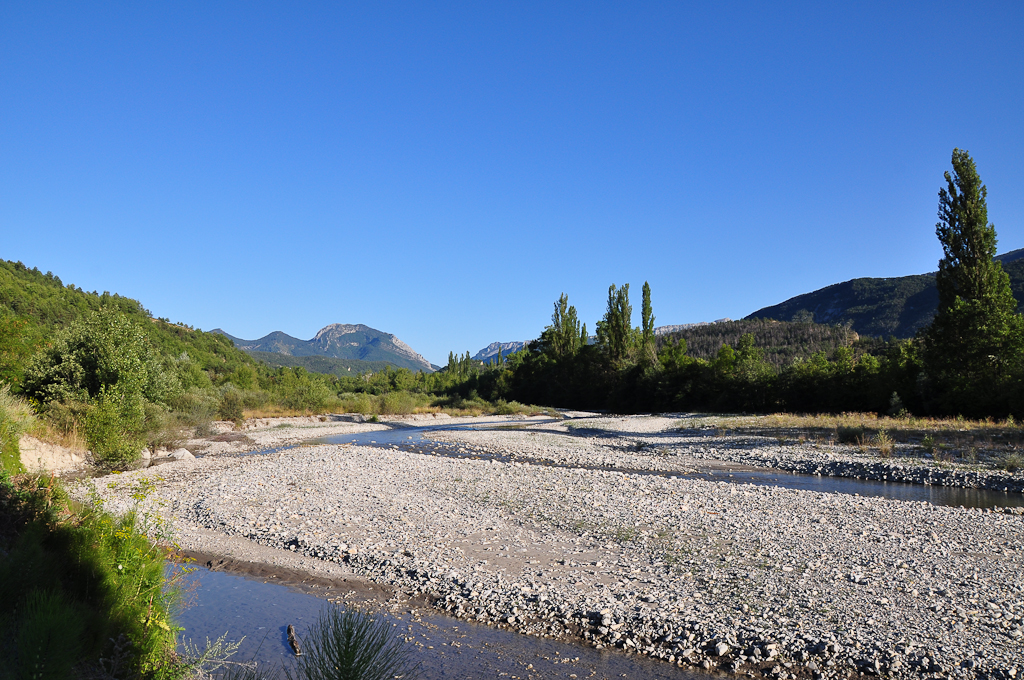
L'Asse à Senez

La commune se trouve sur la rive gauche de l’Asse. La route Napoléon passe sur la rive droite.
Cours d'eau sur la commune ou à son aval :
- rivière l'asse de blieux,
- rivière l'asse,
- rivière l'estoublaisse,
- ravins de taulanne, de la bonde, du riou d'ourgeas, de la mamelière, de tabori, de serraje, de la combe, de boades, de longeiroule, de malpasset, du dégoutail, de baumes roman, du gipas, du pas d'escale,
- vallon le gros.

### Climat
Pour des articles plus généraux, voir Climat de Provence-Alpes-Côte d'Azur et Climat des Alpes-de-Haute-Provence.
En 2010, le climat de la commune est de type climat méditerranéen altéré, selon une étude du Centre national de la recherche scientifique s'appuyant sur une série de données couvrant la période 1971-2000. En 2020, Météo-France publie une typologie des climats de la France métropolitaine dans laquelle la commune est exposée à un climat de montagne ou de marges de montagne et est dans la région climatique Alpes du sud, caractérisée par une pluviométrie annuelle de 850 à 1 000 mm, minimale en été.
Pour la période 1971-2000, la température annuelle moyenne est de 11,4 °C, avec une amplitude thermique annuelle de 16,3 °C. Le cumul annuel moyen de précipitations est de 877 mm, avec 6,5 jours de précipitations en janvier et 4,7 jours en juillet. Pour la période 1991-2020, la température moyenne annuelle observée sur la station météorologique de Météo-France la plus proche, « Castellane », sur la commune de Castellane à 11 km à vol d'oiseau, est de 10,5 °C et le cumul annuel moyen de précipitations est de 999,7 mm. 
La température maximale relevée sur cette station est de 40,8 °C, atteinte le 28 juin 2019 ; la température minimale est de −20,5 °C, atteinte le 10 janvier 1985,,.
Les paramètres climatiques de la commune ont été estimés pour le milieu du siècle (2041-2070) selon différents scénarios d'émission de gaz à effet de serre à partir des nouvelles projections climatiques de référence DRIAS-2020. Ils sont consultables sur un site dédié publié par Météo-France en novembre 2022.

### Toponymie
Le nom de la localité évolue sous les formes Sanition (IIe siècle), civitas Sanitiensum (vers 400), Sanetia (VIe siècle), puis Senaciensis comitatum au IXe siècle.
Le nom du village fait l’objet de différentes interprétations :
- selon Charles Rostaing, il dérive du nom d’ethnie ligure des Sentii[19] et l’on peut donc le considérer comme probablement antérieur aux Gaulois[20] ;
- selon Ernest Nègre, il peut venir d’un nom propre, Senicius, ou de l’attribut relatif à la santé, sanites[21]. La commune se nomme Senès en provençal ;
- selon le couple Fénié, il est issu d’une racine oronymique (servant à caractériser une montagne) *Sen, préceltique[22].

## Histoire

### Antiquité
La ville existe dès l’époque gauloise, et il paraît assuré qu’elle était le chef-lieu d’un peuple gaulois, mais le nom de ce peuple n’est pas certain :
- les Sentii, d’après Ptolémée, qui leur donne cependant Digne pour capitale (qui est généralement considérée comme la capitale des Bodiontici) ;
- Pline l’Ancien en fait une ville secondaire des Vediantii, dont le chef-lieu était Cimiez (Cemenelum).

À l’époque romaine, elle est le siège d’une civitas de la province des Alpes-Maritimes dès le IIe siècle, avec pour nom Sanitensium ou Salinensium. Elle se situait sur la voie qui reliait Vence à Sisteron . La commune possède peu de vestiges de cette époque. Un trésor de 600 à 700 monnaies romaines en bronze a été découvert en 1657. Une borne romaine portant une inscription de 17 lignes au nom de l'empereur Caracalla a été découverteen 1991, couchée dans la Clue de Taulanne. En 1993, elle a été redressée par la municipalité et installée au bord de la voie romaine.
Le ressort de la civitas est peu étendu, mais s’étend à la fin de l’Antiquité. Alors que chaque civitas a accueilli un diocèse, Senez absorbe celui de Thorame dans la seconde moitié du Ve siècle, puis celui de Castellane.

### Moyen Âge
Au Ve siècle, un évêché est installé à Senez, fondant le diocèse de Senez. Les deux évêchés préexistants de Salinae (Castellane) et Eturamina (Thorame) lui sont rattachés après 450, ou au début du siècle suivant.
Au IXe siècle, un château est construit à la Roche, sur la rive droite de l’Asse. Évêché très pauvre, et placé dans une ville minuscule et inconfortable, il est plusieurs fois tenté de le rattacher à l’évêché de Vence ou d’en déplacer le siège à Castellane, sans succès. Les évêques résident souvent à Castellane, dès la deuxième moitié du XVe siècle.
L’évêque était seigneur de la ville, mais partageait les droits de justice avec les Pontevès (XVe–XVIe siècles), puis les Gautier (de 1556 jusqu’à la Révolution).
En 1342, les communautés de Senez sont rattachées à la viguerie de Castellane par le comte de Provence,. Lors de la crise ouverte par la mort de la reine Jeanne Ire, le seigneur, Guigonnet, se rallie à Louis Ier d'Anjou, et entraîne dans son sillage la communauté dès 1385.
Sur le territoire de l’actuelle Senez se trouve l’écart de Boades, qui est à l’emplacement d’une ancienne communauté signalée au XIIIe siècle. La paroisse de Boades relevait des évêques de Senez. La communauté (Debosada en 1251), qui comptait 17 feux en 1315, est fortement dépeuplée par la crise du XIVe siècle (Peste noire et guerre de Cent Ans). Au XVe siècle, la communauté de Boades est rattachée à celle de Senez.
La communauté du Poil est signalée dès le XIe siècle : de nombreuses donations sont faites à l’abbaye Saint-Victor de Marseille qui y possède trois églises, des terres et progressivement tous les revenus ecclésiastiques. Elle aussi relevait de la viguerie de Castellane.

### Époque moderne
L’évêque Jean III Clausse de Mouchy (évêque de 1561 à 1587) restaure et aménage le château fort pour améliorer son confort.
Pendant les guerres de religion, la ville est plusieurs fois la cible des huguenots comme siège d’un évêché. Les frères Antoine et Paulon de Mauvans détruisent les ornements de la cathédrale en 1562 et les brûlent dans un bûcher où ils jettent également la dépouille de l’évêque Jean-Baptiste de Laigue d’Oraison, mort quatorze ans plus tôt. La ville est à nouveau pillée en 1569 : l’incendie allumé fait s’effondrer le clocher et détruit le cloître. L’évêque, qui quitte la ville pour Castellane, fait néanmoins réparer la cathédrale en 1572, travaux qui reprennent au début du XVIIe siècle.
Avec la promulgation de l’édit de Nantes, Senez est une des dernières places fortes de sûreté des protestants en Provence, qu’ils tiennent encore en 1620.
En 1644, un séminaire est construit.
Au XVIIIe siècle, Jean Soanen, évêque de Senez, refuse de condamner le jansénisme. Il est poursuivi, et condamné par un concile (1727). Il bénéficie d’un soutien important d’une partie du clergé et des avocats du Parlement de Paris. Un de ses successeurs, Amat de Volx, fait faire des travaux : détournement de la Bonde, qui ravage le bourg lors de ses crues (1764–1768) ; pont sur l’Asse (1767–1770). Cependant, dès 1774, le torrent a repris son ancien cours.
Une école pour les garçons (régence de latinité) est ouverte en 1713, et une école de filles en 1779.

### Révolution française
L’évêché est supprimé en juillet 1790 : le dernier évêque de Senez Ruffo de Bonneval comme les chanoines refusent de se soumettre et de prêter serment à la constitution civile du clergé, dans un département où 85 % des prêtres sont jureurs. En juillet 1792, Ruffo de Bonneval tente d’émigrer, est arrêté à Rouaine, puis emprisonné à Digne puis à Seyne. Il est jugé, et simplement condamné à la perte de son traitement et de ses droits civils, et il lui est interdit de revenir à Senez et de faire usage de son titre d’évêque de Senez, comme il continuait à le faire. Il s’exile finalement à Nice, puis Rome, et se fixe à Viterbe, où il meurt en 1837, ayant refusé tout nouveau siège épiscopal. En juin 1792, l’archidiacre Raynard avait été lynché à Sausses, dans une tentative similaire.
La société patriotique de la commune (appelée la société d’amis du patriotisme et de la Constitution) fait partie des 21 premières créées dans les Basses-Alpes, avant juin 1792 : elle a ceci de particulier que c’est la municipalité elle-même qui la crée
. Seulement 10 à 40 % de la population masculine la fréquente .
Les biens de l’évêché et de l’évêque sont vendus en 1793, ainsi que tout le mobilier précieux de la cathédrale et du séminaire. En 1795, les prêtres qui étaient restés réfractaires prêtent serment à la Constitution.

### AuXIXesiècle
La Révolution et l’Empire apportent nombre d’améliorations, dont une imposition foncière égale pour tous, et proportionnelle à la valeur des biens de chacun. Afin de la mettre en place sur des bases précises, la levée d’un cadastre est décidée. La loi de finances du 15 septembre 1807 précise ses modalités. Dès 1811, les cadastres dits napoléoniens de Senez et du Poil sont achevés.
Le coup d'État du 2 décembre 1851 commis par Louis-Napoléon Bonaparte contre la Deuxième République provoque un soulèvement armé dans les Basses-Alpes, en défense de la Constitution. Après l’échec de l’insurrection, une sévère répression s’abat sur ceux qui se sont levés pour défendre la République, dont un habitant de Senez.
Au XIXe siècle, le bourg devient un petit centre administratif, en tant que chef-lieu de canton :
- une gendarmerie est installée de 1852 à 1866 et de 1875 à 1924 ;
- un bureau de poste est installé en 1853[55].

Outre le moulin à farine, un moulin à plâtre est créé en 1868, ainsi qu’une scierie à eau, et des moulins à huile (pour broyer les noix). Une tuilerie existe du début du XVIIIe siècle au début du XXe ; enfin, une filature de laine est active au XIXe siècle.
Une deuxième fontaine est construite en 1896.

### AuXXesiècle

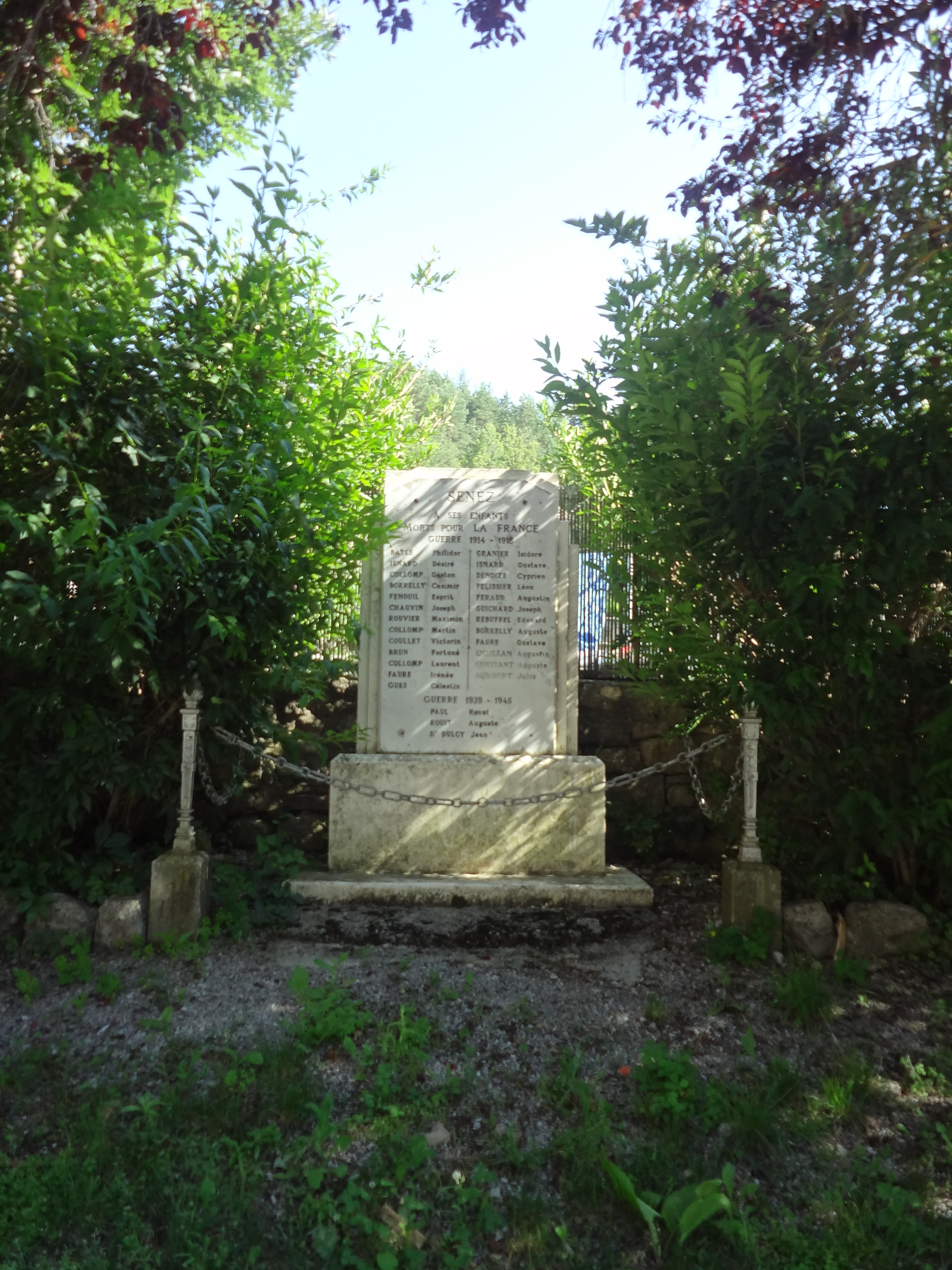
Monument aux morts de la Première Guerre mondiale.

Un groupe scolaire est construit en 1902. Le même bâtiment abrite également la mairie et la justice de paix.
En 1927, une distillerie de lavande est créée, poussant au développement de la culture de la lavande sur les coteaux, puis à la plantation de lavandin, afin d’obtenir les énormes quantités de fleurs nécessaires (100 kg pour 0,72 kg d’essence). Elle ferme en 1972.
En 1973, la commune du Poil fusionne avec Senez, bien qu’ils n’aient pas de limite en commun.
Au Poil, des vestiges de diverses époques ont été observés :
- sur le Chastelar, une grotte occupée à l’époque néolithique[59] ;
- près du pont du Pas d’Escale, une vaste grotte a été occupée à la même époque[59].

### Héraldique
| Blason de Senez | Blasonnement : De gueules à une ville d’argent essorée et ajourée de sable surmontée de trois fleurs de lis d’or rangées en chef. |
| Blason du Poil  | Blasonnement : Le Poil (ancienne commune rattachée en 1973) : D’azur à un chameau d’or sur une terrasse de sinople,.              |

## Politique et administration

### Municipalité

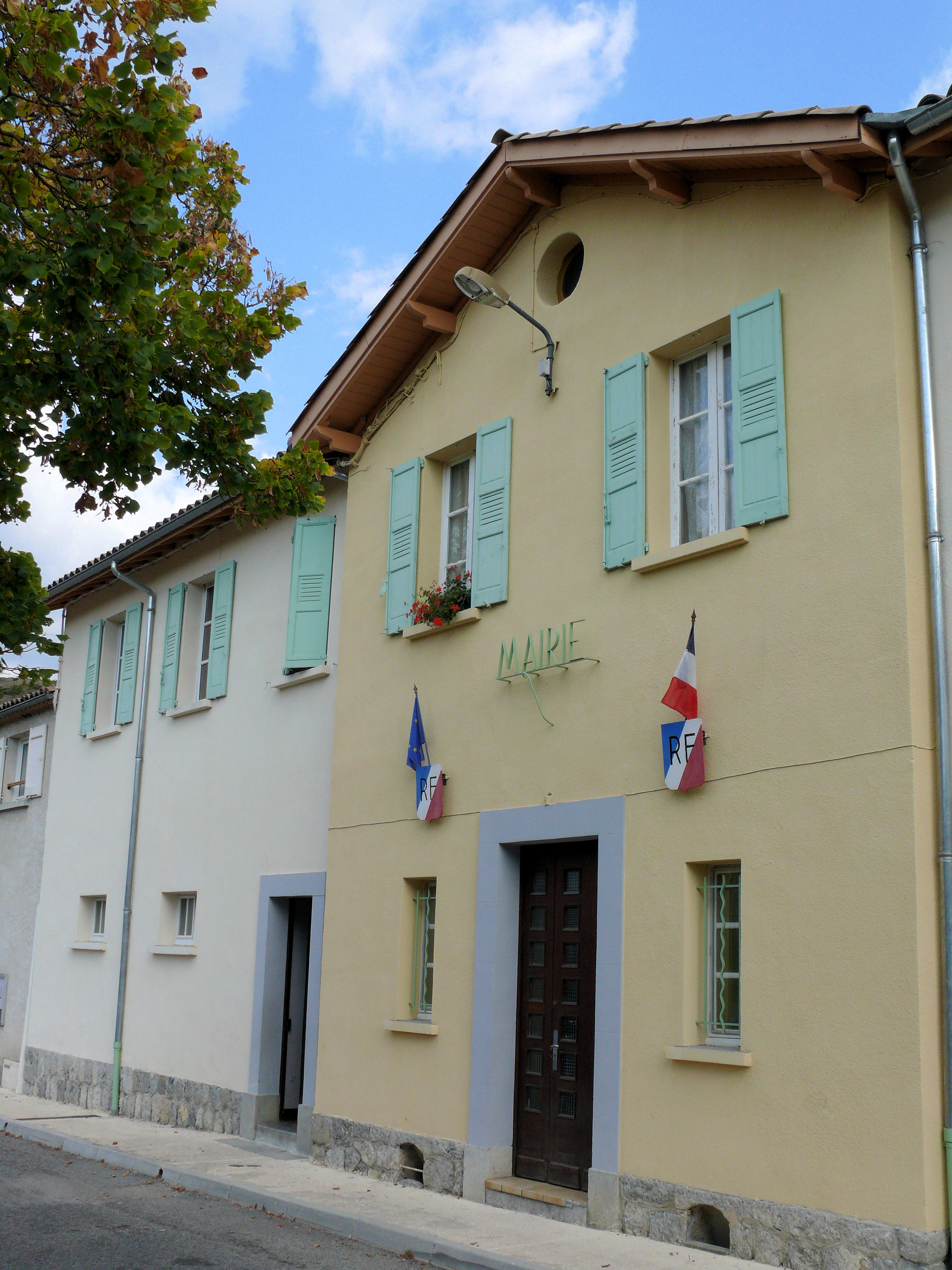
Mairie-école.

| Période                                  | Période                       | Identité          | Étiquette    | Qualité                                           |
| ---------------------------------------- | ----------------------------- | ----------------- | ------------ | ------------------------------------------------- |
| Les données manquantes sont à compléter. |                               |                   |              |                                                   |
| 1944                                     | mai 1953                      | Marcel Aillaud    |              |                                                   |
| mai 1953                                 | mars 1971                     | Fernand Granet    | PCF          | Conseiller général du canton de Senez (1959-1970) |
| mars 1971                                | mars 1989                     | Marthe Rolland    | DVD puis RPR | Conseillère générale                              |
| mars 1989                                | mars 2008                     | Gabriel Hermellin |              |                                                   |
| mars 2008                                | En cours (au 21 octobre 2014) | Gilles Durand,    | DVD          | Architecte                                        |

### Budget et fiscalité 2016
En 2016, le budget de la commune était constitué ainsi :
- total des produits de fonctionnement : 282 000 €, soit 1 667 € par habitant ;
- total des charges de fonctionnement : 207 000 €, soit 1 224 € par habitant ;
- total des ressources d’investissement : 423 000 €, soit 2 503 € par habitant ;
- total des emplois d’investissement : 299 000 €, soit 1 772 € par habitant.
- endettement : 181 000 €, soit 1 068 € par habitant.

Avec les taux de fiscalité suivants :
- taxe d’habitation : 9,50 % ;
- taxe foncière sur les propriétés bâties : 9,50 % ;
- taxe foncière sur les propriétés non bâties : 45,00 % ;
- taxe additionnelle à la taxe foncière sur les propriétés non bâties : 58,73 % ;
- cotisation foncière des entreprises : 15,61 %.

Chiffres clés Revenus et pauvreté des ménages en 2014 : Médiane en 2014 du revenu disponible, par unité de consommation : 18 135 €.

### Intercommunalité
Senez fait partie: 
- jusqu'en 2016 de la Communauté de communes du Moyen Verdon ;
- à partir du 1er janvier 2017, de la communauté de communes Alpes Provence Verdon.

### Typologie
Au 1er janvier 2024, Senez est catégorisée commune rurale à habitat dispersé, selon la nouvelle grille communale de densité à 7 niveaux définie par l'Insee en 2022.
Elle est située hors unité urbaine. Par ailleurs la commune fait partie de l'aire d'attraction de Digne-les-Bains, dont elle est une commune de la couronne,. Cette aire, qui regroupe 34 communes, est catégorisée dans les aires de moins de 50 000 habitants,.

## Population et société

### Démographie

#### Évolution démographique
En 2022, Senez comptait 156 habitants. À partir du XXIe siècle, les recensements réels des communes de moins de 10 000 habitants ont lieu tous les cinq ans (2006, 2011, 2016, etc. pour Senez). Depuis 2004, les autres chiffres sont des estimations.
| 1315     | 1471    | 1765 | 1793 | 1800 | 1806 | 1821 | 1831 | 1836 | 1841 |
| -------- | ------- | ---- | ---- | ---- | ---- | ---- | ---- | ---- | ---- |
| 111 feux | 30 feux | 673  | 765  | 768  | 750  | 787  | 913  | 856  | 860  |

| 1846 | 1851 | 1856 | 1861 | 1866 | 1872 | 1876 | 1881 | 1886 | 1891 |
| ---- | ---- | ---- | ---- | ---- | ---- | ---- | ---- | ---- | ---- |
| 887  | 872  | 857  | 800  | 750  | 675  | 606  | 575  | 552  | 525  |

| 1896 | 1901 | 1906 | 1911 | 1921 | 1926 | 1931 | 1936 | 1946 | 1954 |
| ---- | ---- | ---- | ---- | ---- | ---- | ---- | ---- | ---- | ---- |
| 488  | 472  | 459  | 427  | 352  | 301  | 274  | 256  | 230  | 198  |

| 1962 | 1968 | 1975 | 1982 | 1990 | 1999 | 2006 | 2022 | - | - |
| ---- | ---- | ---- | ---- | ---- | ---- | ---- | ---- | - | - |
| 172  | 174  | 134  | 153  | 121  | 145  | 176  | 156  | - | - |

L’histoire démographique de Senez, après la saignée des XIVe et XVe siècles et le long mouvement de croissance jusqu’au début du XIXe siècle, est marquée par une période d’« étale » où la population reste relativement stable à un niveau élevé. Cette période dure de 1811 à 1856. L’exode rural provoque ensuite un mouvement de recul démographique de longue durée. En 1911, la commune a perdu plus de la moitié de sa population par rapport au maximum historique de 1831. Le mouvement de baisse se poursuit jusqu’aux années 1990. Depuis, la croissance démographique de Senez a repris, faiblement.

### Enseignement
Elle conserve ses écoles datant de l’Ancien Régime : en 1863, elle en possède deux pour les garçons, au chef-lieu et au hameau de Lioux. Les filles bénéficient elles aussi d’une instruction primaire : la loi Falloux (1851) impose en effet l’ouverture d’une école de filles aux communes de plus de 800 habitants,. La commune profite de la deuxième loi Duruy (1877) pour rénover l’école du chef-lieu.
La commune est dotée d’une école primaire.

### Santé
Outre des infirmiers, sur la commune elle-même, les professionnels de santé dans les communes les plus proches sont à Barrême : Médecin et kinésithérapeutes, et des cliniques Centre hospitaliers dans les environs.

### Cultes
Culte catholique, Diocèse: Digne - Riez - Sisteron.

## Économie

### Entreprises et commerces

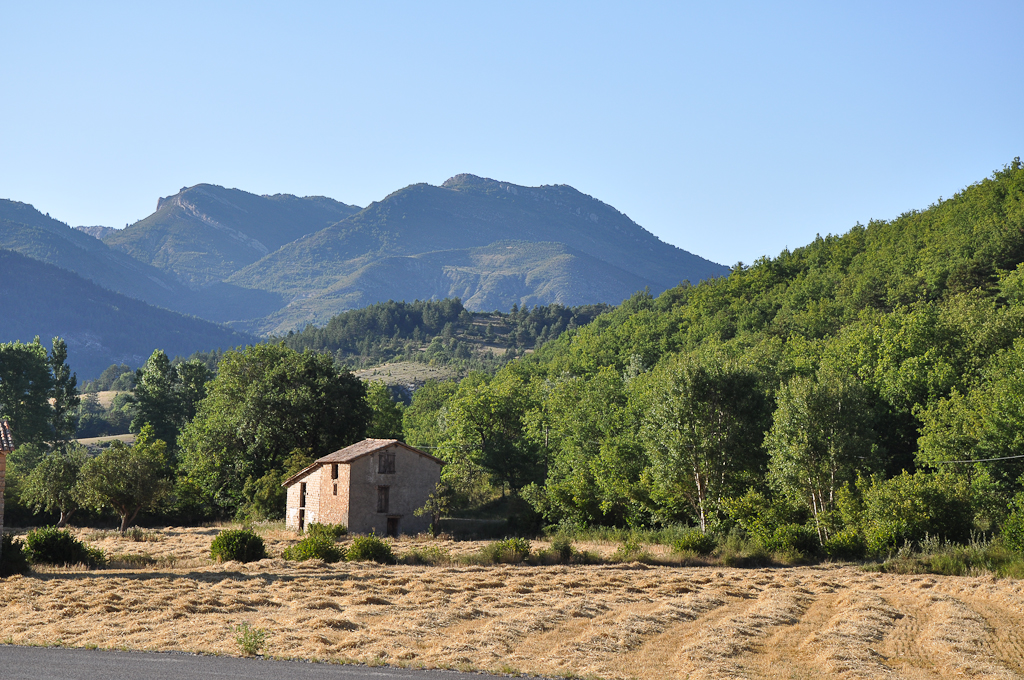
Cabanon et champ de céréales.

#### Agriculture
Patrimoine rural :
- moulin à farine[83].

#### Tourisme
- Une auberge et deux hôtels[84].

## Lieux et monuments

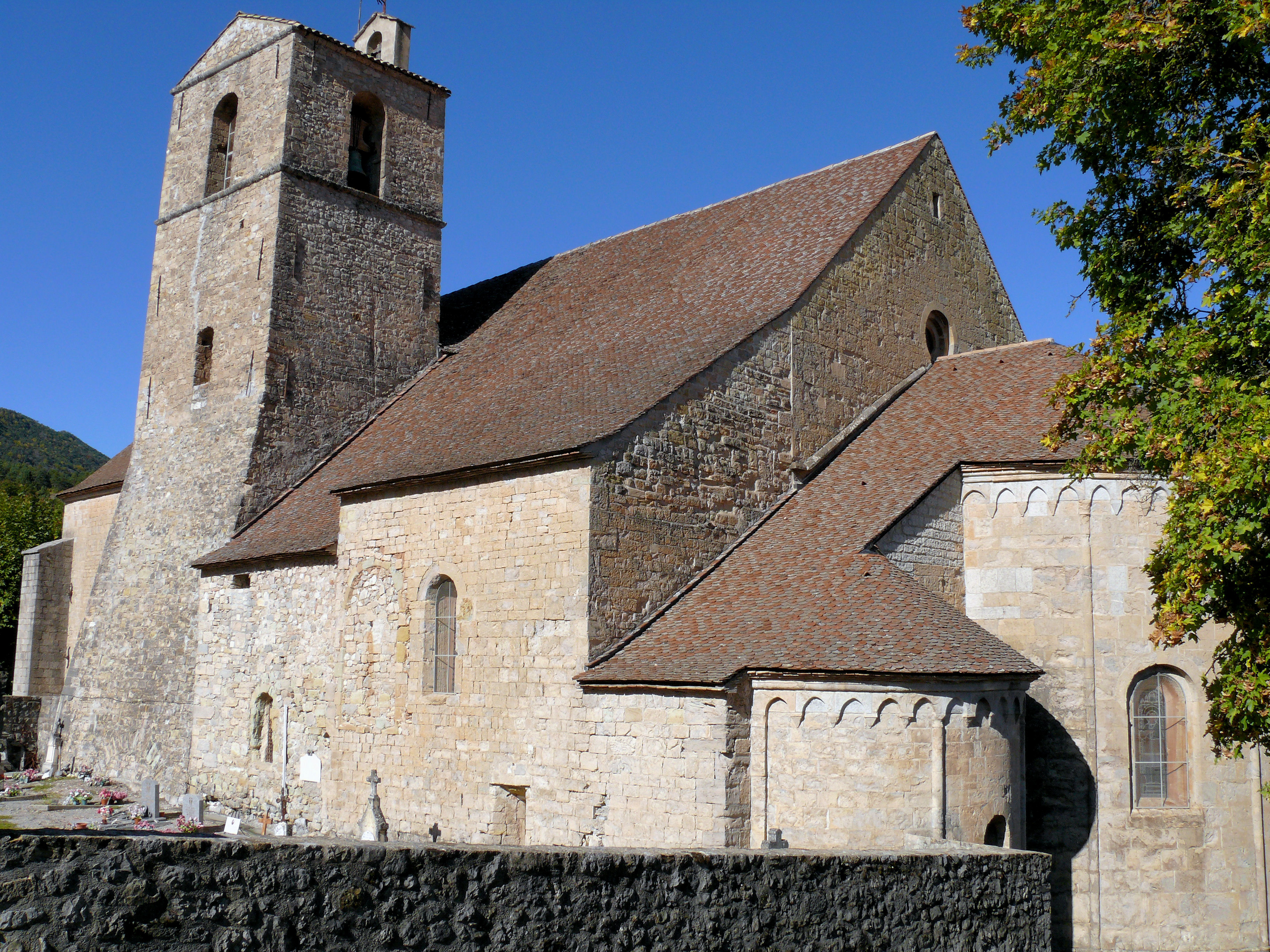
Cathédrale Notre-Dame-de-l'Assomption.
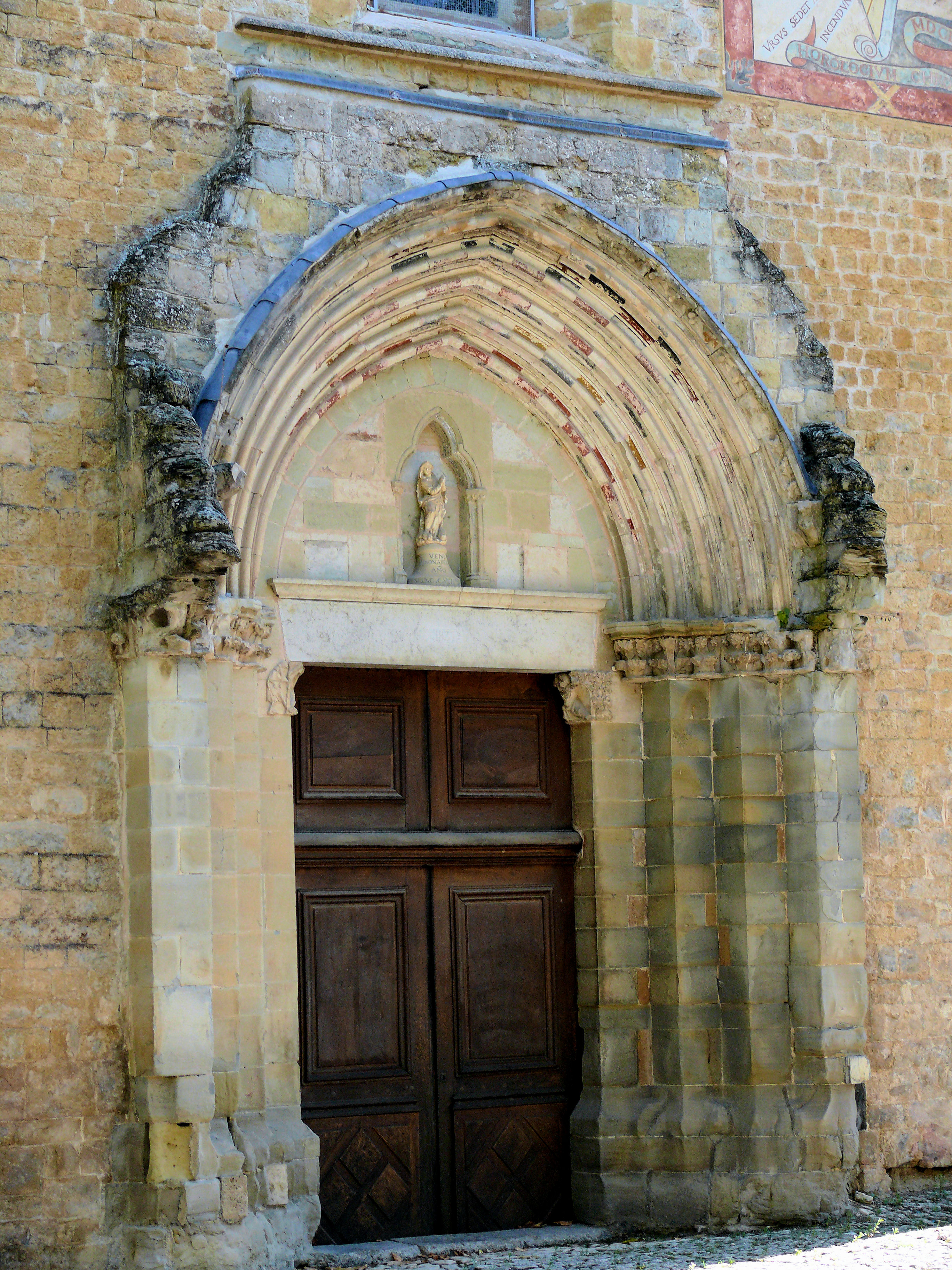
Entrée de la cathédrale.
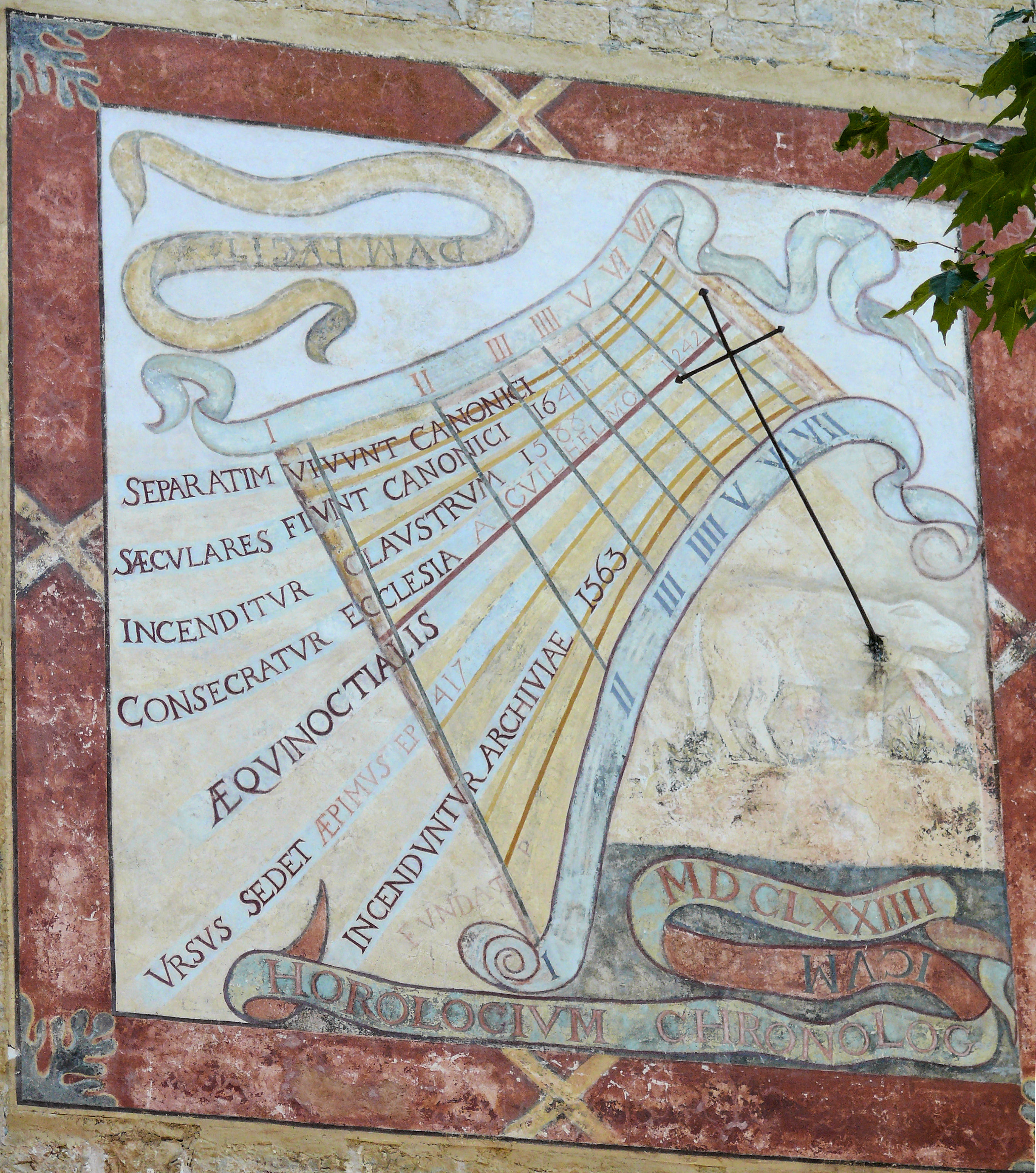
Le cadran solaire daté de 1674 sur la façade de la cathédrale.
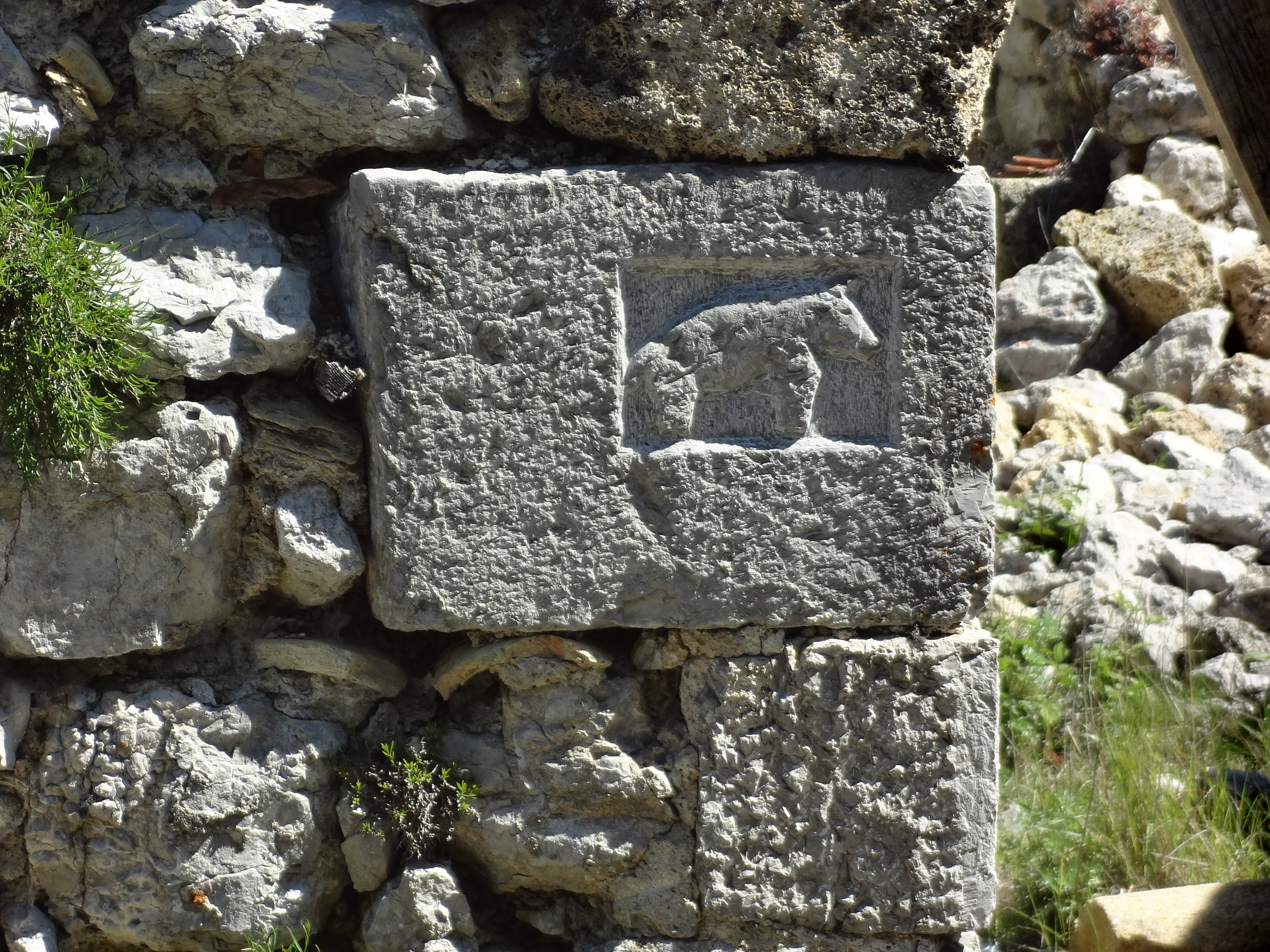
Bas-relief de l’église Saint-Laurent du Poil, sculptés lors d’une tentative de reconstruction
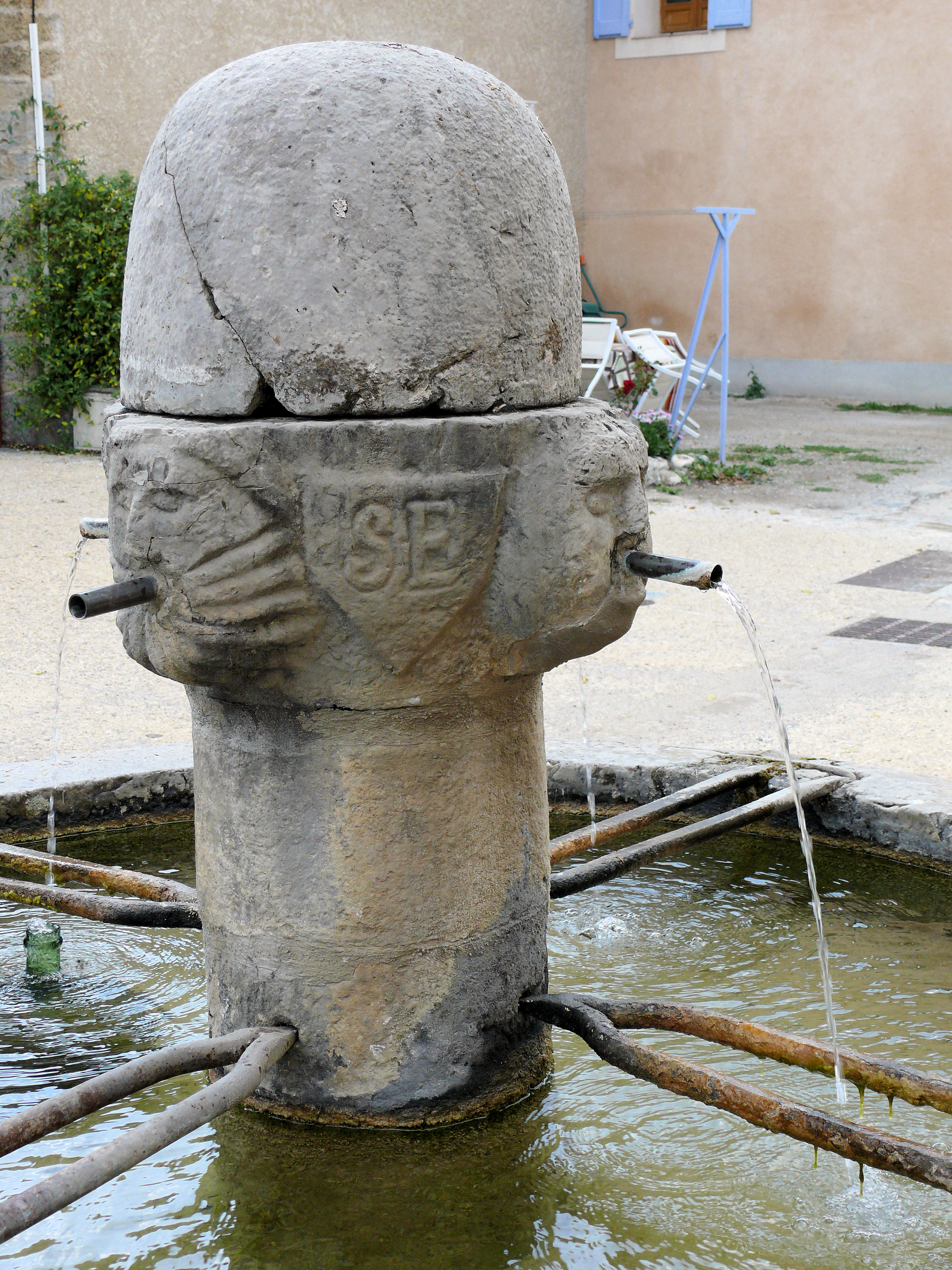
La fontaine.

Patrimoine religieux :
- L'ancienne cathédrale Notre-Dame-de-l’Assomption : de style roman provençal, décorée de tapisseries des Flandres et d’Aubusson des XVIe et XVIIIe siècles. Les stalles sont du XVIe siècle, les retables et le lutrin sont du XVIIe siècle, l’antiphonaire du XVIIIe siècle. Elle change de statut en 1790. Elle est classée monument historique[85],[86]. Sur la façade, un cadran solaire exceptionnel date de 1673 ou 1674 (repeint), le plus connu du département. Repeint une première fois en 1784, il a été restauré en 1999, et représentait un ours (le premier évêque de Senez s’appelant Ours)[87],[88].
- Le palais épiscopal est construit de 1751 à 1756 par Louis de Vocance (évêque de 1741 à 1756). De plan rectangulaire, il possède deux étages, éclairés par de hautes fenêtres ; à droite de la façade, une longue destinée aux communs ; la porte est surmontée d’un petit fronton[89].
- Évêché, puis immeuble[90].
- Le séminaire, construit en 1644[91], se trouve au village, et possède encore sa chapelle[92],[93].
- Presbytère, puis perception actuellement maison[94].
- Chapelle Notre-Dame-des-Clots, chemin des Clots[95],
- Chapelle de Lioux (ruinée)[96].
- Chapelle de la Maurelière.
- Chapelle Saint-Pierre au Riou d’Ourgéas[33],[97].
- Au Poil, église Saint-Laurent[98].
- Oratoires ; croix de chemin ; croix monumentales[99].
- Monuments commémoratifs :
  - Le monument aux morts[100],
  - Stèle commémorative 13e Cie Les Francs-tireurs et partisans (FTP)[101],
  - Plaque commémorative Auguste Rouit[102].

Patrimoine civil :
- Fontaines :
  - La fontaine de la Lampie datant d’avant 1642[36], est inscrite à l’inventaire des monuments historiques[103]. Un pilier orné de masques sculptés, de style plus ancien que la fontaine, se trouve au centre du bassin[104],
  - Fontaine place de l'Église[105],
  - Fontaine place de la Fontaine[106]
- Autres éléments :
  - Prévôté actuellement maison[107] ;
  - Maison classée "patrimoine de France" (dans la rue de l'église) ;
  - Mairie-école de la IIIe République (1902)[108],[109],[110];
  - Pont en dos d’âne sur l’Asse achevé en 1770, premier et seul pont sur l’Asse de Blieux[111] donnant accès au village[112];
  - Pont du Pas d'Escale[113].

## Personnalités liées à la commune
- Jean Soanen, évêque janséniste
- Bienvenu Auguste Rouit[114], membre de la résistance.
- Jean Baptiste de Beauvais, évêque de Senez (1774-1783), prédicateur célèbre.